# Anisodes decolorata
Anisodes decolorata là một loài bướm đêm trong họ Geometridae.